# Nehuén Pérez
Patricio Nehuén Pérez (Hurlingham, Argentina, 24 de junio de 2000) es un futbolista argentino que juega de defensa en el F. C. Porto de la Primeira Liga.

## Trayectoria
Se formó como jugador en las filas de Asociación Atlética Argentinos Juniors y se destacó al final de la temporada 2017-18, llegando a ser llamado por el seleccionador argentino para formar parte de los entrenamientos con la mayor.
En julio de 2018 firmó con el Atlético de Madrid por seis temporadas, desembolsando el club una cantidad cercana a los tres millones de euros. Para la temporada 2018-19 fue cedido a Argentinos Juniors, para sumar minutos y experiencia. Tras disputar la primera mitad del campeonato argentino 2018-19, regresó al Atlético de Madrid.
El 10 de julio de 2019 fue cedido al F. C. Famalicão por una temporada. El  6 de octubre de 2020 volvió a ser cedido, marchándose por una temporada al Granada C. F. de la Primera División de España. En agosto del año siguiente acumuló una nueva cesión, siendo el Udinese Calcio su destino.

## Selección nacional
Formó parte del plantel que disputó el Campeonato Sudamericano de Fútbol Sub-17 de 2017. Dos años después, fue convocado por Fernando Batista para disputar el Campeonato Sudamericano de Fútbol Sub-20 de 2019. También jugó Copa Mundial de Fútbol Sub-20 de 2019 en la que le hizo un gol a Portugal. Con la selección argentina olímpica fue convocado al Torneo Preolímpico Sudamericano Sub-23 de 2020.
Fue convocado por Lionel Scaloni a la selección mayor para disputar la doble fecha de eliminatorias contra Chile y Colombia.

### Participaciones en Copas del Mundo
| Torneo                      | Sede    | Resultado        | Partidos | Goles |
| --------------------------- | ------- | ---------------- | -------- | ----- |
| Copa Mundial Sub-20 de 2019 | Polonia | Octavos de final | 3        | 1     |

### Participaciones en Sudamericanos
| Torneo                      | Sede  | Resultado    | Partidos | Goles |
| --------------------------- | ----- | ------------ | -------- | ----- |
| Sudamericano Sub-17 de 2017 | Chile | Primera fase | 4        | 0     |
| Sudamericano Sub-20 de 2019 | Chile | Subcampeón   | 8        | 0     |

### Participaciones con la sub-23
| Torneo                        | Sede     | Resultado      | Partidos | Goles |
| ----------------------------- | -------- | -------------- | -------- | ----- |
| Preolímpico Sudamericano 2020 | Colombia | Campeón        | 6        | 2     |
| Juegos Olímpicos 2020         | Tokio    | Fase de grupos | 3        | 0     |

## Estadísticas

### Clubes
Actualizado al último partido disputado el 20 de febrero de 2025.
| Club                               | Div.          | Temporada     | Liga  | Liga  | Liga   | Copas nacionales | Copas nacionales | Copas nacionales | Copas internacionales | Copas internacionales | Copas internacionales | Total | Total | Total  |
| Club                               | Div.          | Temporada     | Part. | Goles | Asist. | Part.            | Goles            | Asist.           | Part.                 | Goles                 | Asist.                | Part. | Goles | Asist. |
| ---------------------------------- | ------------- | ------------- | ----- | ----- | ------ | ---------------- | ---------------- | ---------------- | --------------------- | --------------------- | --------------------- | ----- | ----- | ------ |
| A. A. Argentinos Juniors Argentina | 1.ª           | 2017-18       | 0     | 0     | 0      | 1                | 0                | 0                | —                     | —                     | —                     | 1     | 0     | 0      |
| A. A. Argentinos Juniors Argentina | 1.ª           | 2018-19       | 3     | 0     | 0      | 0                | 0                | 0                | —                     | —                     | —                     | 3     | 0     | 0      |
| A. A. Argentinos Juniors Argentina | Total club    | Total club    | 3     | 0     | 0      | 1                | 0                | 0                | 0                     | 0                     | 0                     | 4     | 0     | 0      |
| F. C. Famalicão Portugal           | 1.ª           | 2019-20       | 23    | 1     | 0      | 3                | 0                | 0                | —                     | —                     | —                     | 26    | 1     | 0      |
| F. C. Famalicão Portugal           | Total club    | Total club    | 23    | 1     | 0      | 3                | 0                | 0                | 0                     | 0                     | 0                     | 26    | 1     | 0      |
| Granada C. F. · España             | 1.ª           | 2020-21       | 14    | 0     | 0      | 5                | 0                | 0                | 7                     | 0                     | 0                     | 26    | 0     | 0      |
| Granada C. F. · España             | Total club    | Total club    | 14    | 0     | 0      | 5                | 0                | 0                | 7                     | 0                     | 0                     | 26    | 0     | 0      |
| Udinese Calcio · Italia            | 1.ª           | 2021-22       | 20    | 0     | 1      | 2                | 0                | 0                | —                     | —                     | —                     | 22    | 0     | 1      |
| Udinese Calcio · Italia            | 1.ª           | 2022-23       | 34    | 2     | 0      | 2                | 2                | 0                | —                     | —                     | —                     | 36    | 4     | 0      |
| Udinese Calcio · Italia            | 1.ª           | 2023-24       | 36    | 0     | 1      | —                | —                | —                | —                     | —                     | —                     | 36    | 0     | 1      |
| Udinese Calcio · Italia            | 1.ª           | 2024-25       | 2     | 0     | 0      | 1                | 0                | 0                | —                     | —                     | —                     | 3     | 0     | 0      |
| Udinese Calcio · Italia            | Total club    | Total club    | 92    | 2     | 2      | 5                | 2                | 0                | 0                     | 0                     | 0                     | 97    | 4     | 2      |
| F. C. Porto Portugal               | 1.ª           | 2024-25       | 17    | 1     | 1      | 4                | 0                | 0                | 9                     | 0                     | 0                     | 30    | 1     | 1      |
| F. C. Porto Portugal               | Total club    | Total club    | 17    | 1     | 1      | 4                | 0                | 0                | 9                     | 0                     | 0                     | 30    | 1     | 1      |
| Total carrera                      | Total carrera | Total carrera | 149   | 4     | 3      | 18               | 2                | 0                | 16                    | 0                     | 0                     | 183   | 6     | 3      |

## Palmarés

### Títulos internacionales
| Título                          | Club (*)            | Sede     | Año  |
| ------------------------------- | ------------------- | -------- | ---- |
| Preolímpico Sudamericano        | Argentina sub-23    | Colombia | 2020 |
| Copa de Campeones CONMEBOL-UEFA | Selección Argentina | Londres  | 2022 |

(*) Incluyendo la selección.

### Distinciones individuales
| Distinción                                   | Año  |
| -------------------------------------------- | ---- |
| Defensa del mes de septiembre de la Liga NOS | 2019 |